# Ateles fusciceps fusciceps
O macaco-aranha-de-cabrça-marrom é uma subespécie de Ateles fusciceps que ocorre no Equador.